# Fourques (Pirineos Orientales)
Fourques en francés y oficialmente, Forques en catalán, es una pequeña localidad y comuna francesa, situada en el departamento de Pirineos Orientales, región de Occitania y comarca histórica del Rosellón. 
Sus habitantes reciben el gentilicio de Fourcatins en francés o Forcatí, forcatina en catalán.

## Geografía

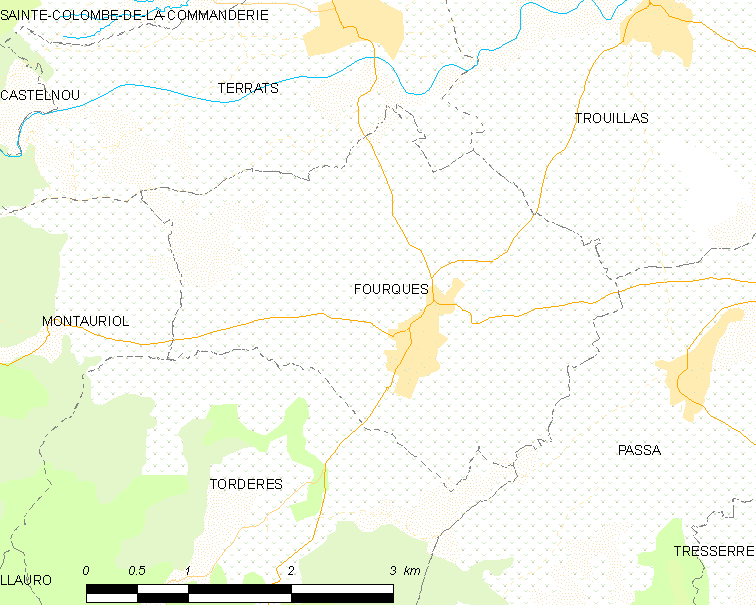
Situación de Fourques

## Demografía
| 663 | 687 | 642 | 670 | 673 | 764 |
| Para los censos de 1962 a 1999 la población legal corresponde a la población sin duplicidades (Fuente: INSEE [Consultar]) |     |     |     |     |     |